# Ramiro Quintana
Ramiro Manuel Quintana Hernández, noto semplicemente come Ramiro Quintana (Colonia del Sacramento, 28 agosto 1994), è un calciatore uruguaiano, attaccante dell'Atenas.

## Caratteristiche tecniche
È un centravanti.

## Carriera
Cresciuto nel settore giovanile del Montevideo Wanderers, ha esordito in prima squadra il 2 novembre 2014 disputando l'incontro di Primera División Profesional perso 2-1 contro il Cerro.